# Nathalie Fontaine
Nathalie Fontaine, née le 3 octobre 1993 dans le quartier de Högalid à Stockholm (Suède), est une joueuse suédoise de basket-ball.

## Biographie
Formée à l’Université des Cardinals de Ball State (Indiana) dont elle est devenue la meilleure marqueuse de l'histoire, elle joue en 2017-2018 avec le club roumain de St Gheorghe où elle tourne à 12,4 points et 4,4 rebonds en championnat et 7,1 points  et 4,6 rebonds en Eurocoupe. Elle signe pour la saison LFB 2018-2019 avec le club français de Tarbes, dirigé par son entraîneur en équipe nationale suédoise François Gomez.

## Équipe nationale
Elle dispute le championnat d'Europe U16 en 2008 (4e avec Farhiya Abdi) et 2009 (13e).
Après une huitième place en 2010, elle dispute le championnat d'Europe U18 à Oradea en 2011 où la Suède d'Amanda Zahui B. obtient une quatrième place avec des statistiques personnelles de 6,7 points avec 47,7 % de réussite, 3,8 rebonds, 2,0 interceptions et 2,1 passes décisives,.

## Clubs
| Saisons   | Équipe                  | Pays       |
| 2009-2012 | 08 Stockholm            | Suède      |
| 2012-2016 | Cardinals de Ball State | États-Unis |
| 2016-2017 | TSV 1880 Wasserburg     | Allemagne  |
| 2017-2018 | ACS Sepsi SIC           | Roumanie   |
| 2018-2019 | Tarbes Gespe Bigorre    | France     |
| 2020      | A3 Basket Umeå          | Suède      |
| 2020-2021 | Adana BK                | Turquie    |
| 2020-2021 | Olympiakós Le Pirée     | Grèce      |

## Distinctions personnelles
- Meilleure joueuse de la Mid-American Conference (2016)[7]
- Meilleur cinq de la Mid-American Conference (2015[9] )
- Second meilleur cinq de la Mid-American Conference (2013, 2014[9])